# تور مادام اکس
تور مادام اکس (انگلیسی: Madame X Tour) یازدهمین تور کنسرت توسط خواننده آمریکایی مدونا برای پشتیبانی از چهاردهمین آلبوم استودیویی خود، مادام اکس (۲۰۱۹) بود. این تور در ۱۷ سپتامبر ۲۰۱۹ در نیویورک آغاز شد و در ۸ مارس ۲۰۲۰ در پاریس به پایان رسید.